# 长青乡 (蚌埠市)
长青乡是中国安徽省蚌埠市禹会区下辖的一个乡，位于禹会区西部，面积26平方公里，人口约2万。

## 下辖地区
长青乡辖9个行政村：
黄山、山香、九龙、石巷、许庄、王岗、郑郢、宋滩、八里桥村。

## 经济
蚌埠高新技术产业开发区的一部分在长青乡内，是国家级开发区，主要企业有丰原集团、华光集团等。
长青乡耕地面积有5068亩。2004年粮食总产量1759吨。